# Pareudesmoscolex papillosus
Pareudesmoscolex papillosus är en rundmaskart som först beskrevs av Schulz 1935.  Pareudesmoscolex papillosus ingår i släktet Pareudesmoscolex och familjen Desmoscolecidae. Arten är reproducerande i Sverige. Inga underarter finns listade i Catalogue of Life.